# Zentrum Paul Klee (Berner Quartier)

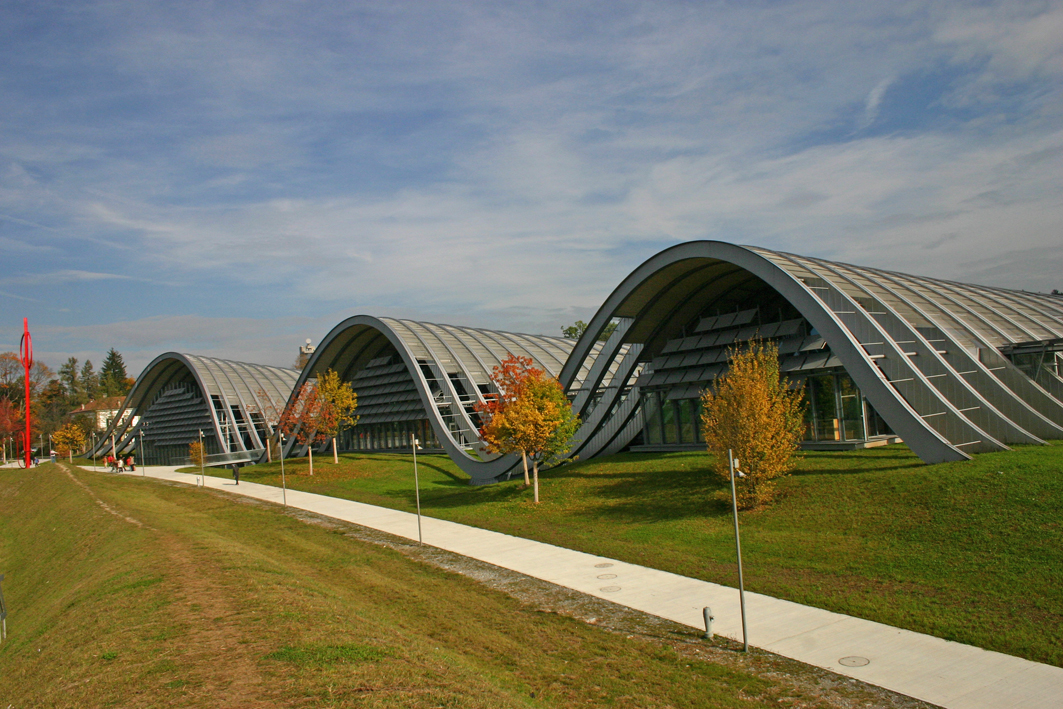
Ansicht Zentrum Paul Klee

Zentrum Paul Klee ist auch der Name  eines gebräuchlichen Quartieres im statistischen Bezirk Schosshalde des Stadtteils IV Kirchenfeld-Schosshalde. Es grenzt an die Quartiere Schosshaldenwald/Friedhof, Merzenacker, Schöngrün/Vermont, Ostring, Wyssloch und ein kleines Stück an Schönberg-Ost. Im Westen liegt etwas tiefergelegt die Autobahn 12.
Im Jahr 2022 lebten im Quartier 30 Personen.
Den Westen beherrscht das Klee-Museum Zentrum Paul Klee mit dem Restaurant «Schöngrün» in der Villa, umgeben von einem Park mit Rundweg. Im Nordosten befindet sich eine Bebauung mit dem «Bed & Breakfast im Klee». Im Südosten liegt die Rudolf-Steiner-Schule Bern, die 1946 gegründet wurde und heute zwei weitere Standorte in Ittigen und Langnau hat.  Zwischen Schule und Zentrum liegt ein landwirtschaftlich genutztes Feld.
Die städtische Buslinie 12 verbindet Bern mit dem Zentrum.